# Божићне хронике
Божићне хронике (енгл. The Christmas Chronicles) америчка је божићна филмска комедија из 2018. године. Режију потписује Клеј Кејтис, по сценарију Мета Либермана, док улогу Деда Мраза тумачи Курт Расел.
Приказан је 22. новембра 2018. године преко услуге видео-стриминга Netflix. Добио је позитивне рецензије критичара. Наставак, Божићне хронике 2, приказан је 25. новембра 2020. године.

## Радња
Прича о сестри и брату, Кејт и Тедију Пирсу, чији се план за Бадње вече да ухвате Деда Мраза пред камерама претвара у неочекивано путовање о којем већина деце може само да сања.

## Улоге
| Глумац                   | Улога            |
| ------------------------ | ---------------- |
| Курт Расел               | Деда Мраз        |
| Дарби Камп               | Кејт Пирс        |
| Џуда Луис                | Теди Пирс        |
| Ламорн Морис             | Мики Џејмсон     |
| Кимберли Вилијамс Пејсли | Клер Пирс        |
| Оливер Хадсон            | Даг Пирс         |
| Мартин Роуч              | Дејв Поведа      |
| Вела Лавел               | Венди            |
| Тони Напо                | Чарли Пламер     |
| Стивен ван Зант          | Вулфи            |
| Марк Риблер              | Дасти            |
| Џеф Теравајнен           | Винсент          |
| Голди Хон                | госпођа Мраз     |
| Гејтен Матаразо          | Дастин Хендерсон |